# All the Footprints You've Ever Left and the Fear Expecting Ahead
All the Footprints You've Ever Left and the Fear Expecting Ahead es el segundo álbum de la banda japonesa de screamo Envy. Fue lanzado en Japón en 2001 bajo el sello discográfico H.G. Fact, en formato CD y LP. En Europa la liberación de este álbum estuvo dirigido por el sello francés Molaire Industries; y en Estados Unidos bajo el sello indie Dim Mak. Más tarde el álbum sería relanzado en Estados Unidos por el sello Temporary Residence Limited en febrero de 2008. Por su parte en Europa sería relanzado por el sello Rock Action Records.

## Lista de canciones
1. Zero - 2:04
2. Farewell to words - 2:45
3. Lies, and release from silence - 4:47
4. Left hand - 3:00
5. A cradle of arguments and anxiousness - 5:24
6. Mystery and peace - 6:47
7. Invisible thread - 2:42
8. The spiral manipulation - 3:27
9. A cage it falls into - 6:09
10. The light of my footprints - 4:11
11. Your shoes and the world to come - 8:03

- Datos: Q4730119